# Ernstweiler

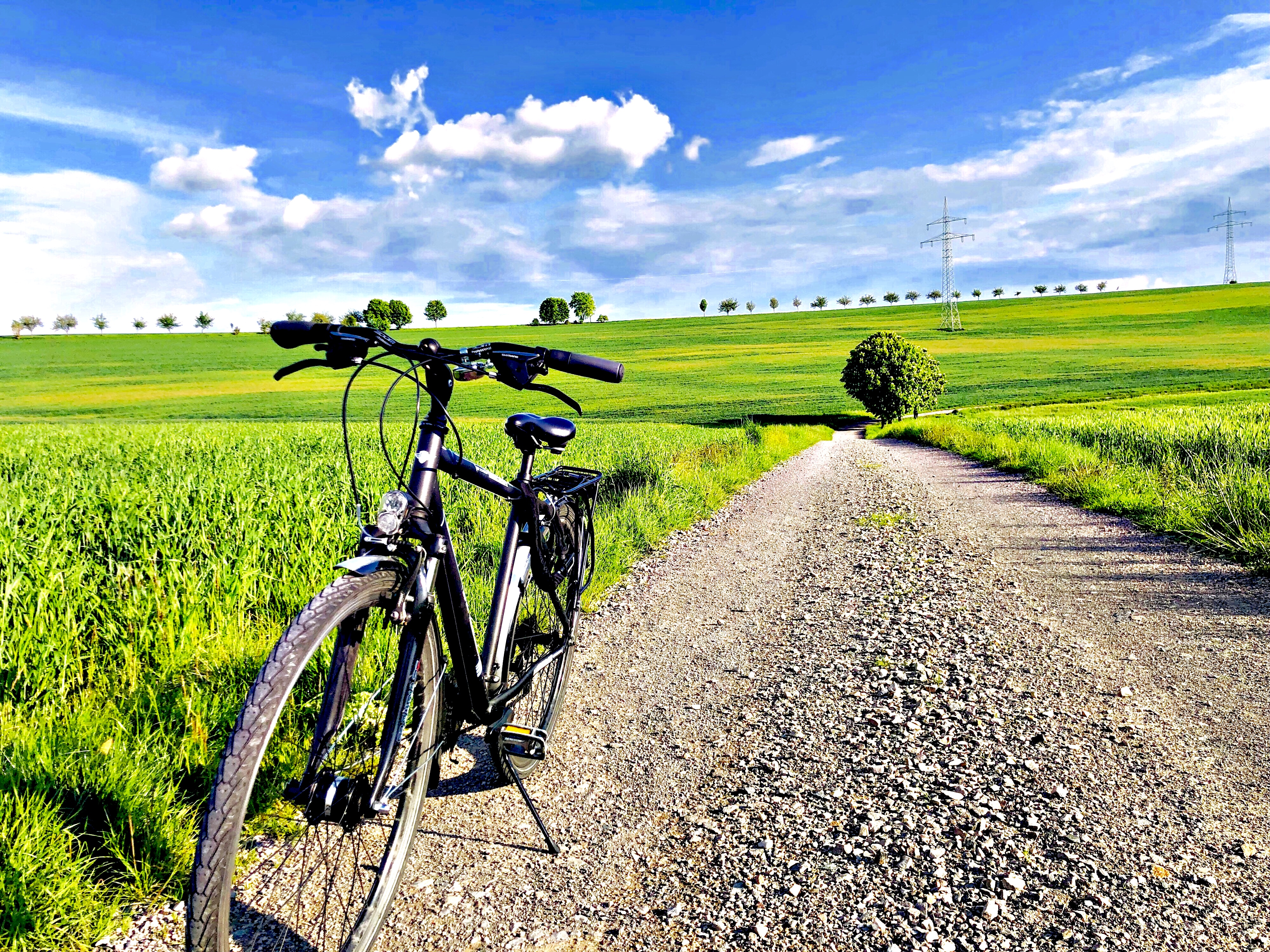
Landschaftsbild im Bereich von Ernstweiler

Ernstweiler bezeichnet einen Stadtteil von Zweibrücken in Rheinland-Pfalz, der westlich der Innenstadt liegt. Bis 1926 war er eine selbständige Gemeinde.

## Geographie
Ernstweiler liegt unmittelbar an der Grenze zum Saarland nördlich des Schwarzbachs, der vor Ort von rechts den Bautzenbach aufnimmt und ist im 19. und 20. Jahrhundert im Osten mit der Kernstadt Zweibrücken zusammengewachsen sowie in westlicher Richtung mit dem Homburger Stadtteil Einöd.

## Geschichte
Der Ortsname auf „-weiler“ gehört zu einem Ortsnamentypus, der im Frühmittelalter häufig gewählt wurde. Die schriftliche Überlieferung setzt im 10. Jahrhundert ein. Während dieser Zeit gehörte Ernstweiler zum Gau Bliesgau
Kaiser Otto II. bestätigte 982 eine Schenkung des im Kampf gefallenen Grafensohns Conrad an die Abtei Gorze, darunter dessen Hofgut in Ernustesvuilere. 1009 lagerte König Heinrich II. auf seinem Zug gegen Metz mit seinem Heer im Vicus Ernestvilláre. Die erstmals 1263 genannte Pfarrei war 1310 dem Kloster Wörschweiler inkorporiert. Ab dem 14. Jahrhundert gehörte der Ort zur Herrschaft Kirkel.
1385 erstreckte sich der Burgfrieden um Zweibrücken bis „gen Bubenhusen an daz dorff und von Bubenhusen gen Ernswilr“. 1547 entschied Pfalzgraf Wolfgang, dass die Bänne der Stadt Zweibrücken und der beiden Dörfer Bubenhausen und Ernstweiler für alle Zeiten eine gemeinschaftliche Gemarkung mit gemeinschaftlicher Nutzung bilden sollten. Die Untertanen der beiden Dörfer unterstanden weiterhin der Schultheißerei Ixheim, während die Bürger der Stadt weiter Stadtbürger blieben. Bubenhausen war nach Ernstweiler gepfarrt, die beiden Orte hatten stets die gleiche Landeszugehörigkeit wie Zweibrücken.
Von 1798 bis 1814, als die Pfalz Teil der Französischen Republik (bis 1804) und anschließend Teil des Napoleonischen Kaiserreichs war, war Bubenhaseunin in den Kanton Zweibrücken eingegliedert und unterstand der Mairie Zweybrücken. 1815 wurde Ixheim Österreich zugeschlagen. Bereits ein Jahr später wechselte die Gemeinde wie die gesamte Pfalz in das Königreich Bayern. Von 1818 bis 1862 gehörte der Ort dem Landkommissariat Zweibrücken an; aus diesem ging das Bezirksamt Zweibrücken hervor.
Mit der Abtrennung des Saargebiets 1920 und der Errichtung der Zollgrenze 1925 am Kaplaneihof gerieten Bubenhausen und Ernstweiler in eine Grenzlage. 1926 wurden Bubenhausen und Ernstweiler nach Zweibrücken eingemeindet und sind seitdem Stadtteile von Zweibrücken. Im Jahr 1982 fand die Jubiläumsfeier „Tausend Jahre Ernstweiler“ statt.

## Kultur

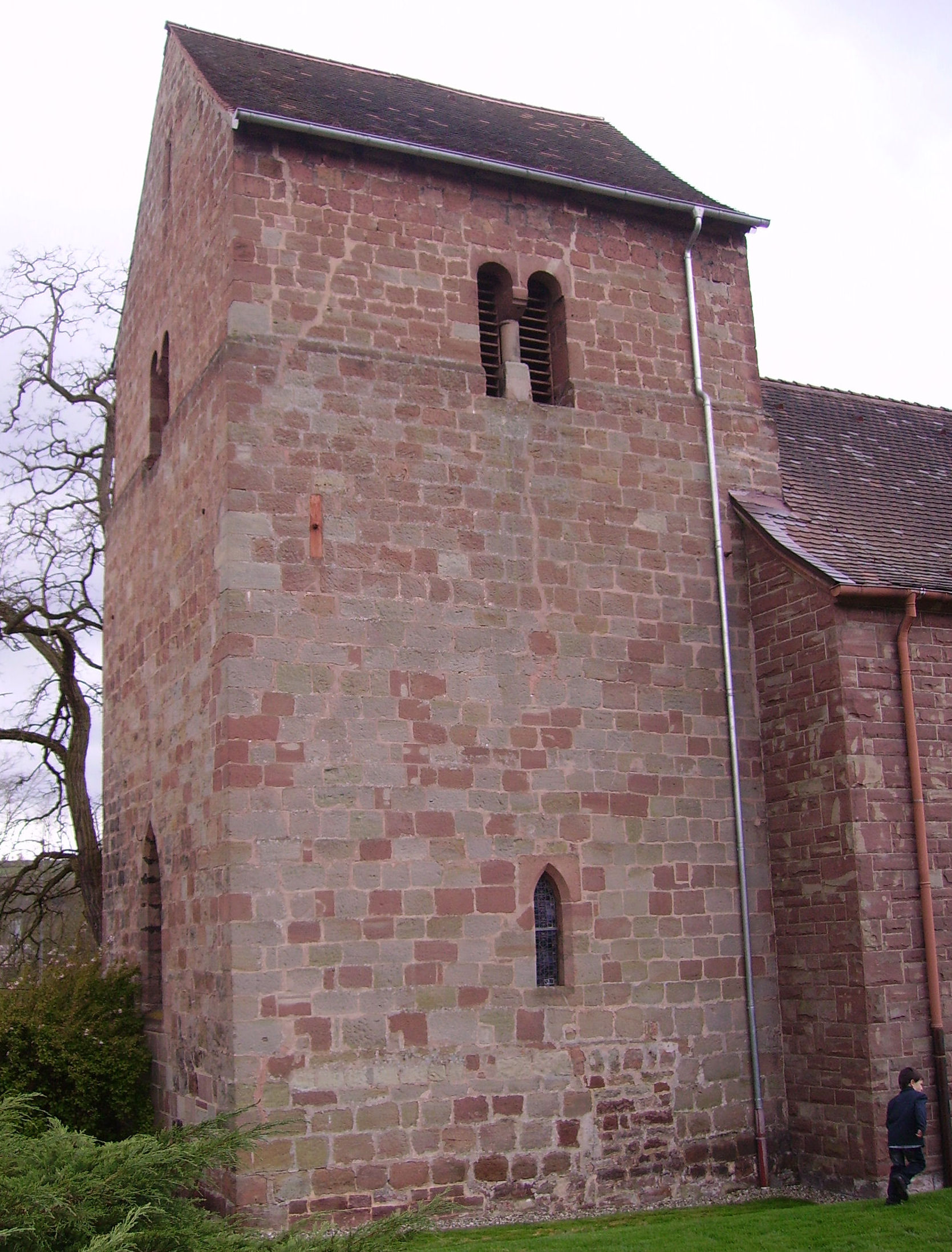
Denkmalgeschützte evangelische Christuskirche

### Kulturdenkmäler
Der Ernstweiler Hof ist als Denkmalzone ausgewiesen. Hinzu kommen insgesamt vier Einzelobjekte, die unter Denkmalschutz stehen, darunter die evangelische Christuskirche und der Freudenbergerhof.

### Natur
Mit dem Schäferfelsen Wolfsloch existiert vor Ort ein Naturdenkmal.

### Sport
Der örtliche Sportverein wurde während der Zeit des Dritten Reichs für kurze Zeit mit dem VB Zweibrücken und den Vereinen einiger Nachbarorte zum Sportverein 01 Zweibrücken zusammengelegt.

## Wirtschaft und Infrastruktur

### Wirtschaft
Herzog Christian IV. ließ zwischen 1749 und 1754 in Ernstweiler eine große Kellerei erbauen, deren Bau 46.000 Gulden kostete und die Goethe in seinen Lebenserinnerungen beschreibt. In dem zweischiffigen unterirdischen Gewölbe waren von April 1812 bis April 1813 während der Napoleonischen Kriege kriegsgefangene Spanier untergebracht. 1945 durch Kriegseinwirkung stark beschädigt, wurden die Überreste in den 1970er Jahren von dem Unternehmen Demag erworben und abgerissen. Arbeitsplätze in der Industrie entstanden seit der Mitte des 19. Jahrhunderts.
Ganz im Westen befindet sich außerdem das Zweibrücker Werk von John Deere.

### Verkehr
Ernstweiler ist über die von der Verkehrsgesellschaft Zweibrücken betriebenen Buslinien 222 und 229 an das Nahverkehrsnetz angeschlossen. Mitten durch den Ort verläuft die Landesstraße 469. Von dieser zweigt die Kreisstraße 4 Richtung Mörsbach ab. Unmittelbar südlich des Ortes verläuft die Bundesautobahn 8 und ist vor Ort über die Anschlussstelle Zweibrücken-Ernstweiler an diese angebunden.
Unmittelbar südlich von Ernstweiler verläuft die Bahnstrecke Landau–Rohrbach, die jedoch vor Ort über keinen Bahnhalt verfügt. Nächstgelegene Bahnstation ist der Zweibrücker Hauptbahnhof.

## Persönlichkeiten

### Söhne und Töchter des Ortes
- der Journalist, Widerstandskämpfer und Politiker Ernst Roth (1901–1951)
- der Wissenschaftler und Schriftsteller Dieter R. Fuchs (* 1952). Er verbrachte hier seine gesamte Kindheit und Jugend.[7]

### Weitere Persönlichkeiten
- Christoph Klein, Glockengießer, schuf 1795 eine Glocke in der protestantischen Kirche in Wolfersheim.
- Jakob und Paul Klein, Glockengießer, schufen 1792 die Glocke in der protestantischen Kirche in Horschbach